# Stanisław Suchorowski
Stanisław Suchorowski (ur. 14 września 1902, zm. 15 września 1944) – polski miłośnik folkloru, nauczyciel, zbieracz pieśni ludowych oraz kompozytor, który badał obrzędy oraz sztukę ludową terenu województwa świętokrzyskiego.

## Dzieła[3][4]
- „Dożynki świętokrzyskie: widowisko obrzędowe w 1 odsłonie” – Kielce 1938
- „Gaik świętokrzyski: widowisko obrzędowe w 1 odsłonie” – Kielce 1938
- „Wesele świętokrzyskie: widowisko obrzędowe w 5 odsłonach” – Kielce 1938
- „Szkoła – samouczek na harmonijkę ustną (organki)” – Kielce 1938
- „Pieśni ludowe świętokrzyskie w układzie na chór mieszany” – Kraków 1937
- „Świętokrzyskie pieśni na 1, 2 i 3 głosy” – Księgarnia i Drukarnia Katolicka 1936

## Odznaczenia
- Srebrny Wawrzyn Akademicki (4 listopada 1937)[5]